# Désastre d'Ibrox de 1971
Pour les articles homonymes, voir Désastre d'Ibrox.
Le désastre d'Ibrox de 1971 est une bousculade mortelle à Ibrox qui a eu lieu le 2 janvier 1971.

## Les faits
Les faits se déroulent le 2 janvier 1971, à la fin du Old Firm, un match entre les Glasgow Rangers et le Celtic Glasgow. Après 89 minutes de jeu, le Celtic est en train de gagner le match par 1 but à 0 et beaucoup de supporters des Rangers sont en train de quitter le stade. Dans les toutes dernières secondes, Colin Stein marque le but égalisateur pour les Rangers. Les supporters qui sont en train de quitter le stade essaient d’y retourner. Les barrières de l’escalier 13 cèdent et un mouvement de foule se déclenche, écrasant les personnes présentes dans le stade. Le bilan est extrêmement lourd : 66 tués et plus de 200 blessés. Parmi les morts on compte beaucoup d’enfants (13 ont 15 ans ou moins). La plupart des décès sont dus à une asphyxie par écrasement.
L’enquête officielle met un peu à mal la thèse du retour des spectateurs dans le stade. Pour la police, tous les spectateurs allaient dans le même sens et il s’agirait donc de mouvements de foule vers le terrain pour célébrer la victoire, écrasant sur son passage les spectateurs assis dans les rangées les moins élevées.
Le « mythe du but de Stein » est encore aujourd’hui bien vivace en Écosse.

## Les conséquences
Le désastre de 1971 engendre un redéveloppement complet d’Ibrox. L'entraîneur puis manager général du club, William Waddell, visite le Westfalenstadion de Dortmund pour s’inspirer de ses aménagements. Ibrox est reconverti en un stade ayant uniquement des places assises. Il est maintenant désigné par l’UEFA comme un des stades 5 étoiles.
Pendant les années qui suivirent le désastre, celui-ci n’était rappelé que par une petite plaque apposée à l’angle où il était arrivé. Trente ans plus tard, à l’angle de la tribune principale (Main Stand) et de la tribune de Copland Road (Copland Road Stand), un monument commémoratif se voit installé. Il rappelle les noms de tous ceux qui ont perdu la vie dans le désastre et il est surmonté d’une statue de John Greig, capitaine de l’équipe des Rangers en 1971.